# タンザニアの言語

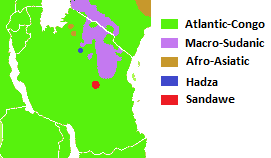
タンザニアの諸語族

タンザニアは多言語国家である。多くの言語が話されているが、その中で人口の多数を占める母語は存在しない。スワヒリ語および植民地支配によってもたらされた英語（タンガニーカ植民地を参照せよ）はリングワ・フランカとして広く話されている。両言語は作業言語として用いられており、中でもスワヒリ語は公用語とされている。タンザニア国内において、スワヒリ語話者の人数は英語のそれを上回る。

## 概要

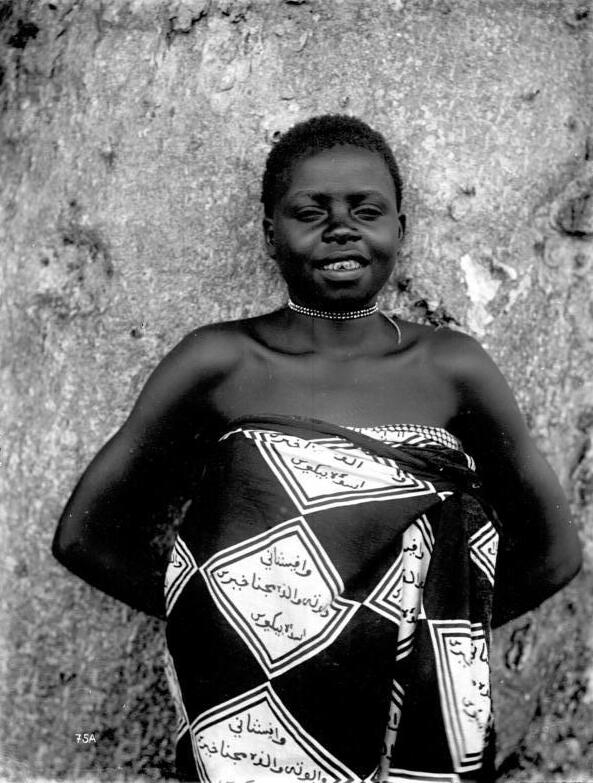
タンザニア人女性の服に書かれたアラビア文字表記のバントゥー語群・スワヒリ語（1900年代初頭）

エスノローグによれば、タンザニアでは計126言語が話されている。うち2語が基幹的、18語が発展的、58語が広く用いられ、40語が危機に瀕しており、8語が絶滅しつつある。3言語が近年絶滅した。
タンザニアで話される言語の多くはニジェール・コンゴ語族（バントゥー語群）とナイル・サハラ語族（ナイル諸語）の2大語族に属し、バントゥー系民族およびナイロートによって用いられる。それに加え、ハヅァ族およびサンダウェ族の狩猟採集民は吸着音をもつ言語を話しており、暫定的にコイサン諸語として分類されている（ただしハヅァ語は孤立した言語かもしれない）。クシ系およびセム系の少数民族は独立したアフロ・アジア語族に属する言語を話し、またヒンドゥスターニーやイギリス人居住者は印欧語を話す。
タンザニアの多様な民族集団は基本的に共同体内で自らの母語を話す。2公用語である英語およびスワヒリ語は他集団とのコミュニケーションに様々なレベルで用いられる。1984年の公式国家言語政策によれば、スワヒリ語は社会・政治分野および初等・成人教育の言語であり、一方の英語は中等教育、大学、技術、および高等裁判所の言語とされる。2015年、政府はタンザニア学校制度見直しの一環として教育言語としての英語の使用を取りやめるだろうと発表した。
これらに加え、複数のタンザニア手話が用いられている。

## 語族

### 多数言語

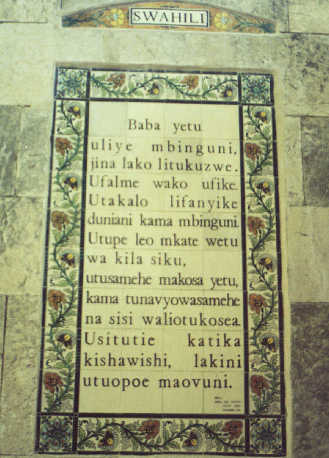
バントゥー諸語のひとつスワヒリ語による主の祈り。スワヒリ語は英語とともにタンザニア国内で多くの人々によって共通語として用いられる。

タンザニアで話されている多数言語は次を含む。
- ニジェール・コンゴ語族
  - バントゥー語群
    - ベンバ語
    - ベナ語（59万2千人、2009年）
    - チャガ語
    - ディゴ語（英語版）（16万6千人、2009年）
    - ゴゴ語（108万人、2009年）
    - ハヤ語（194万人、2016年）
    - ヘヘ語（英語版）（121万人、2016年）
    - イランバ語（英語版）
    - ルグル語（英語版）（40万4千人、2009年）
    - マコンデ語（147万人、2016年）
    - ンゴニ語（英語版）
    - ニャキュサ語
    - ニャムウェジ語（147万人、2016人）
    - ニィカ語（英語版）
    - アス語
    - ランギ語（41万人、2007年）
    - サフワ語（英語版）（32万2千人、2009年）
    - ソンジョ語（英語版）
    - スクマ語（813万人、2016年）
    - スワヒリ語
    - トングウェ語（英語版）
    - トゥンブカ語（40万人、2007年）
    - トゥル語
    - ヴィドゥンダ語（英語版）
    - ヤオ語（63万人、2016年）
    - ザナキ語（英語版）
    - ケレウェ語（英語版）
    - ニャンボ語（英語版）
    - グウェノ語（英語版）
    - キリンディ語（英語版）
    - 西キリマンジャロ語（英語版）
- ナイル・サハラ語族
  - ナイル諸語
    - ダトーガ語（英語版）
    - キサンカサ語（英語版）
    - マサイ語（68万2千人、2016年）
    - ンガサ語（英語版）
    - オギエク語（英語版）
    - ルオ語（18万5千人、2009年）
    - ジンザ語（英語版）
    - サンバー語（66万人、2001年）

### 少数言語
以下の言語が国内の少数民族によって話されている。
- コイサン諸語
  - コエ諸語
    - ハヅァ語（孤立した言語の可能性がある）

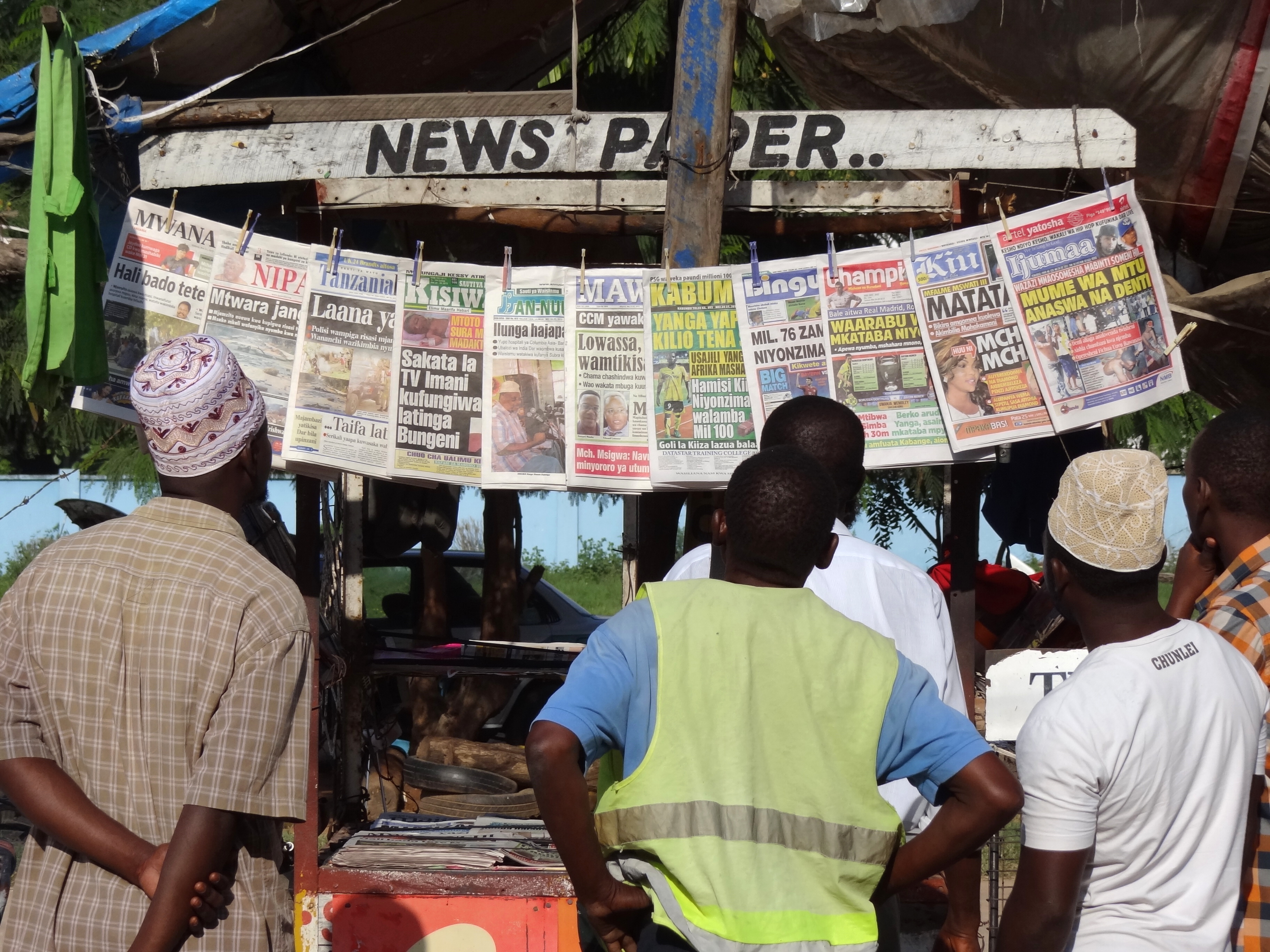
タンザニアの新聞

    - サンダウェ語（孤立した言語の可能性がある）
- アフロ・アジア語族
  - クシ語派
    - アラグワ語（英語版）
    - ブルンゲ語（英語版）
    - ゴロワ語（英語版）
    - イラク語

  - セム語派
    - アラビア語
- インド・ヨーロッパ語族
  - インド・イラン語派
    - グジャラート語
    - ヒンドゥスターニー語
    - カッチ語

  - ゲルマン語派
    - 英語
    - ドイツ語

  - ロマンス語派
    - フランス語
    - ポルトガル語

### 死語
- アサ語（英語版）

## 関連文献
- Nurse, D. and Philippson, G. (2019). CLDF dataset derived from Nurse and Philippson's "Tanzania Language Survey" from 1975 (Version v3.0) [Data set]. Zenodo. doi:10.5281/zenodo.3535171